# 四日市消化器病センター
四日市消化器病センター（よっかいちしょうかきびょうせんたー）は、三重県四日市市下海老町にある、消化器病の専門的な治療を行っている病院である。
また、三重大学、愛知医科大学などの大学病院の医師と連携し、専門的な医療を行っている。

## 沿革
- 1987年（昭和62年） 7月 - 三愛クリニック（有床診療所 19床）を開設
- 1995年（平成 7年） 5月 - 建物3階を増築
- 2002年（平成14年） 3月 - 新館増築
- 2002年（平成14年） 5月 - 三愛病院開設
- 2008年（平成20年） 9月 - 四日市消化器病センターへ改称
- 2014年 (平成26年） 12月 - 四日市市下海老町平野に分院開設
- 2017年（平成29年）4月 - 医療法人三愛から医療法人社団プログレスへ改称
- 2017年（平成29年） 5月 - 三重郡菰野町より四日市下海老町高松へ移転（三愛病院の跡地には老人保健施設友愛トピアが存在する）

## 診療科
- 胃腸・肝臓内科
- 人工透析内科
- 眼科
- 整形外科
- 内視鏡内科
- リハビリテーション科
- 腎臓内科
- 代謝内分泌内科

## 歴史
- 昭和62年7月 - 先代院長石原隆雄が、人工透析センター（18床）を中心として、診療所を開設
- 平成14年5月 - 現理事石原知明（当時副院長）が赴任
- 平成20年9月 - 元三重大学消化器・肝臓内科准教授 垣内雅彦医師を特別顧問とする
- 平成28年7月 - 柳本研一郎、病院長就任

## 特徴
- 消化器科として、胃腸外来、肝臓外来がある。
- 胃腸外来及び内視鏡手術は主に、愛知医科大学消化器内科医師が担当
- 肝臓外来及び肝臓に関するラジオ波焼灼術（RFA）手術は主に、三重大学消化器・肝臓内科医師が担当
- 肝動脈化学塞栓療法（TACE）は主に、三重大学放射線科浦城淳二医師が担当
- 人工透析センターは、人工透析のみならず腹水穿刺濾過濃縮などの業務が拡大しつつある。
- 胃、大腸、肝臓に関する診療が中心となっており、県内では伊勢市、伊賀市など県外からは愛知県などの遠方からの来院者も見られる。